# Bobby Brown (artist)
Robert Barisford "Bobby" Brown, född 5 februari 1969 i Boston i Massachusetts, är en amerikansk musikartist inom R&B; sångare, rappare och dansare. Han hade sin storhetstid under sent 1980-tal och tidigt 1990-tal, med hits som "My Prerogative".
Bobby Brown var mellan 1992 och 2007 gift med sångerskan Whitney Houston, som han hade dottern Bobbi Kristina Brown (1993-2015) med.

## Diskografi
Soloalbum
- 1986 – King of Stage
- 1988 – Don't Be Cruel
- 1992 – Bobby
- 1997 – Forever
- 2012 – The Masterpiece